# Le Moule
Le Moule är en kommun i det franska utomeuropeiska departementet Guadeloupe i Västindien. Kommunen ligger i kantonen Le Moule som ligger i arrondissementet Pointe-à-Pitre. År 2022 hade Le Moule 22 924 invånare.

## Befolkningsutveckling
| Befolkningsutvecklingen i Le Moule 1990–2021 | Befolkningsutvecklingen i Le Moule 1990–2021 | Befolkningsutvecklingen i Le Moule 1990–2021 | Befolkningsutvecklingen i Le Moule 1990–2021 | Befolkningsutvecklingen i Le Moule 1990–2021 |
| -------------------------------------------- | -------------------------------------------- | -------------------------------------------- | -------------------------------------------- | -------------------------------------------- |
|                                              |                                              |                                              |                                              |                                              |
| År                                           |                                              |                                              | Folkmängd                                    |                                              |
| 1990                                         | 1990                                         |                                              | 18 054                                       |                                              |
| 1999                                         | 1999                                         |                                              | 20 827                                       |                                              |
| 2007                                         | 2007                                         |                                              | 21 318                                       |                                              |
| 2015                                         | 2015                                         |                                              | 22 329                                       |                                              |
| 2021                                         | 2021                                         |                                              | 22 645                                       |                                              |